# Daniel Marot
Daniel Marot (født 1661 i Paris, død 4. juni 1752 i Haag) var en fransk arkitekt, søn af Jean Marot. 
Marot fortsatte faderens udgivervirksomhed, måtte efter det nantiske edikts ophævelse i 1685 gå i landflygtighed og nedsatte sig i Amsterdam, hvor han blev arkitekt for Vilhelm af Oranien; hans talrige ornamentstik varierer med stor dygtighed Jean Bérains motiver og har sikkert bidraget meget til at sprede den senere Louis XIV-stils båndakantusværk over Europa.